# Gélose à l'esculine
L'Esculine (gélose) est un milieu de culture pour étudier l'hydrolyse de l'esculine. Le test de l'esculinase est un critère important pour une orientation vers les Enterococcus.

## Composition
- peptone: 10,0 g
- esculine: 1,0 g
- citrate de fer ammoniacal : 1,0 g
- agar: 20,0 g

pH = 7,4	

## Préparation
32 g par litre. Autoclavage classique.

## Test de L'esculinase
L'esculine est un hétéroside formé d'un glucide complexe qui peut être dégradé par l'esculinase. Les produits de la réaction sont le glucose et l'esculétine. L'esculétine formé peut réagir avec les ions Fer III pour donner un précipité noir.

### Lecture
- Si le milieu est noir : le fer III a réagi avec l'esculétine; la bactérie possède l'enzyme esculinase.
- Si le milieu reste gris, il n'y a pas eu de réaction ; la bactérie ne possède pas l'enzyme.

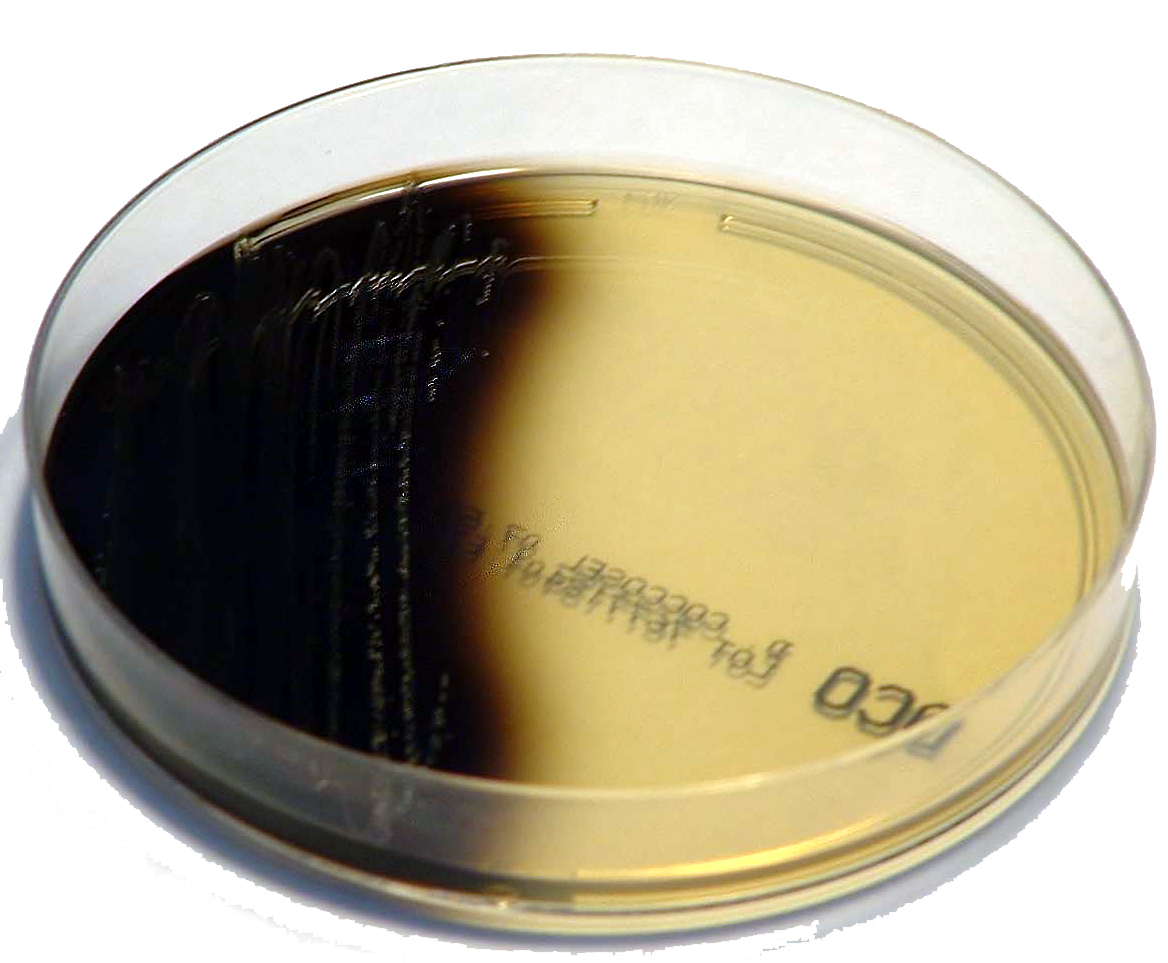
Enterococcus faecalis sur milieu bile-esculine